# Presidente del Consejo Popular de Siria
El Presidente del Consejo Popular de Siria representa al Consejo Popular, la legislatura de Siria, firma documentos y habla en su nombre.
A lo largo de su historia, el presidente ha sido responsable de representar al Consejo. A partir de 2017, 30 personas diferentes han servido como oradores.
Debido al reciente derrocamiento del régimen de Bashar al-Ásad, el Parlamento (y por consecuente el consejo popular) se encuentran suspendidos.

## Designación
El Consejo Popular se elige cada cuatro años. La primera reunión de un Consejo Popular recientemente elegido es responsable de elegir su presidente.
El Consejo Popular debería reunirse al menos tres veces al año, el presidente tiene el poder de convocar una reunión extraordinaria del Consejo.
Los guardias del Consejo Popular están bajo la autoridad del Presidente y 60 días antes de que expire el mandato del Presidente, el orador llama a nuevas elecciones. Todos los candidatos presidenciales deben ser aprobados personalmente por el presidente.
Si solo un candidato es aceptable, el presidente debe posponer las elecciones. El resultado de la elección se anunciará cuando se cuenten los votos.

## Claves
| Significado | Significado                                                       |
| ----------- | ----------------------------------------------------------------- |
| —           | Orador interino                                                   |
|             | Bloque Nacional                                                   |
|             | Unión Nacional                                                    |
|             | Partido Popular (Siria)                                           |
|             | Rama Regional Siria Partido Baath Árabe Socialista – Región Siria |

## Oradores
| Siria bajo la Administración del Territorio Enemigo Ocupado (1917-1920) Presidente del Congreso Nacional Sirio (1919-1920) |         |                                  |                          |                          |                                              |                         |                                  |                              |
| N.º | Retrato | nombre (Nacimiento–Muerte)       | Asumió el cargo          | Dejó el cargo            | Partido político                             | Partido político        | Duracíon                         | Convocacion                  |
| 1 |         | Hashim al-Atassi (1875–1960)     | 11 de diciembre de 1919  | 17 de julio de 1920      | Bloque Nacional                              |                         | 1 (1919)                         | 1.ª convocación (1919–1920)  |
| Estado de Siria, parte del Mandato francés (1922-1930) Presidente del Consejo Constituyente (1923-1925)                    |         |                                  |                          |                          |                                              |                         |                                  |                              |
| N.º | Retrato | Nombre (Nacimiento–Muerte)       | Tomó el cargo            | Dejó el cargo            | Partido político                             | Partido político        | Duración                         | Convocacion                  |
| 1 | —       | Badih Muayyad al-Azm (1870–1960) | 12 de noviembre de 1923  | 14 de julio de1925       | Candidato independiente                      | Candidato independiente | 1 (1923)                         | 1.ª convocación (1923–1928)  |
| Presidente de la Asamblea Constituyente (1924-1930)                                                                        |         |                                  |                          |                          |                                              |                         |                                  |                              |
| N.º | Retrato | Nombre (Nacimiento–Muerte)       | Tomó el cargo            | Dejó el cargo            | Partido político                             | Partido político        | Duración                         | Convocación                  |
| 1 |         | Hashim al-Atassi (1875–1960)     | 11 de agosto de 1928     | 6 de septiembre de 1928  | Bloque Nacional                              |                         | 1 (1928)                         | 1.ª convocación (1928)       |
| República de Siria (1930-1946) Presidente del Consejo de Representantes (1932-1933)                                        |         |                                  |                          |                          |                                              |                         |                                  |                              |
| N.º | Retrato | Nombre (Nacimiento–Muerte)       | Tomó el cargo            | Dejó el cargo            | Partido político                             | Partido político        | Duración                         | Convocación                  |
| 1 | —       | Barakat al-Khaldi                | 7 de junio de 1932       | 25 de noviembre de 1933  | Candidato independiente                      | Candidato independiente | 1 (1932)                         | 1.ª convocacin (1932–1933)   |
| Presidente de la Cámara de los Diputados (1932-1946)                                                                       |         |                                  |                          |                          |                                              |                         |                                  |                              |
| N.º | Retrato | Nombre (Nacimiento–Muerte)       | Tomó el cargo            | Dejó el cargo            | Partido político                             | Partido político        | Duración                         | Convocación                  |
| 1 |         | Subhi Barakat (1889–1939)        | Enero de 1932            | 1932                     | Candidato independiente                      | Candidato independiente | 1 (1932)                         | 2.ª convocatoria (1932–1936) |
| 2 |         | Fares al-Khoury (1877–1962)      | 21 de noviembre de 1936  | 8 de julio de 1939       | Bloque Nacional                              |                         | 1 (1936)                         | 3.ª convocación (1936–1943)  |
| Vacante (1939–1943) |         |                                  |                          |                          |                                              |                         |                                  |                              |
| 2 |         | Fares al-Khoury (1877–1962)      | 17 de agosto de 1943     | 17 de octubre de 1944    | Bloque Nacional                              |                         | 2 (1943)                         | 4.ª convocación (1943–1947)  |
| 3 |         | Saadallah al-Jabiri (1893–1942)  | 17 de octubre de 1944    | 15 de septiembre de 1945 | Bloque Nacional                              | 1 (1943)                | 4.ª convocación (1943–1947)      |                              |
| 2 |         | Fares al-Khoury (1877–1962)      | 16 de septiembre de 1945 | 22 de octubre de 1946    | Bloque Nacional                              | 1 (1943)                | 4.ª convocación (1943–1947)      |                              |
| República Siria (1946-1958) Presidente de la Cámara de Representantes (1947-1949)                                          |         |                                  |                          |                          |                                              |                         |                                  |                              |
| N.º | Retrato | Nombre (Nacimiento–Muerte)       | Tomó el cargo            | Dejó el cargo            | Partido popular                              | Partido popular         | Duración                         | Convocación                  |
| 2 |         | Fares al-Khoury (1877–1962)      | 27 de septiembre de 1947 | 31 de marzo de 1949      | Bloque Nacional del Partido Popular (Siria)  |                         | 2 (1947)                         | 5.ª convocación (1947–1949)  |
| Presidente de la Asamblea Constituyente (1949-1951)                                                                        |         |                                  |                          |                          |                                              |                         |                                  |                              |
| N.º | Retrato | Nombre (Nacimiento–Muerte)       | Tomó el cargo            | Dejó el cargo            | Partido político                             | Partido político        | Duración                         | Convocación                  |
| 4 |         | Rushdie Kikhia (1899–1987)       | 12 de diciembre de 1949  | 22 de junio de 1951      | Partido Popular (Siria)                      |                         | 1 (1949)                         | 6.ª convocación (1949–1953)  |
| 5 | —       | Maarouf al-Dawalibi (1909–2004)  | 23 de junio de 1951      | 30 de septiembre de 1951 | Partido Popular (Siria)                      | 1 (1949)                | 6.ª convocación (1949–1953)      |                              |
| 6 |         | Nazim al-Kudsi (1906–1998)       | 1 de octubre de 1951     | 2 de diciembre de 1951   | Partido Popular (Siria)                      | 1 (1949)                | 6.ª convocación (1949–1953)      |                              |
| Presidente de la Cámara de los Diputados (1953-1954)                                                                       |         |                                  |                          |                          |                                              |                         |                                  |                              |
| N.º | Retrato | Nombre (Nacimiento–Muerte)       | Tomó el cargo            | Dejó el cargo            | Partido político                             | Partido político        | Duración                         | Convocación                  |
| 7 |         | Maamun al-Kuzbari (1914–1998)    | 24 de octubre de 1953    | 2 de diciembre de 1954   | Candidato independiente                      | Candidato independiente | 1 (1953)                         | 7ta convocación (1953–1954)  |
| Presidente de la Cámara de los Diputados (1954-1958)                                                                       |         |                                  |                          |                          |                                              |                         |                                  |                              |
| N.º | Retrato | Nombre (Nacimiento–Muerte)       | Tomó el cargo            | Dejó el cargo            | Partido político                             | Partido político        | Duración                         | Convocación                  |
| 6 |         | Nazim al-Kudsi (1906–1998)       | 14 de octubre de 1954    | 1 de octubre de 1957     | Partido Popular (Siria)                      |                         | 1 (1954)                         | 8.ª convocación (1954–1958)  |
| 8 |         | Akram al-Hawrani (1912–1996)     | 14 de octubre de 1957    | 22 de febrero de 1958    | Partido Baaz Árabe Socialista – Región Siria |                         | 1 (1954)                         | 8.ª convocación (1954–1958)  |
| República Árabe Unida (1958–1961) Presidente de la Cámara de Diputados (1958–1960)                                         |         |                                  |                          |                          |                                              |                         |                                  |                              |
| N.º | Retrato | Nombre (Nacimiento–Muerte)       | Tomó el cargo            | Dejó el cargo            | Partido político                             | Partido político        | Duración                         | Convocación                  |
| 1 |         | Akram al-Hawrani (1912–1996)     | 22 de febrero de 1958    | 20 de julio de 1960      | Partido Baaz Árabe Socialista – Región Siria |                         | 1 (1954)                         | 8.ª convocación (1954–1958)  |
| Presidente del Consejo de Nación (1960-1961)                                                                               |         |                                  |                          |                          |                                              |                         |                                  |                              |
| N.º | Retrato | Nombre (Nacimiento–Muerte)       | Tomó el cargo            | Dejó el cargo            | Partido político                             | Partido político        | Duración                         | Convocación                  |
| 1 |         | Anwar Sadat (1918–1981)          | 21 de julio de 1960      | 17 de septiembre de 1961 | Unión Nacional                               |                         | 1 (1960)                         | 1.ª convocación (1960–1961)  |
| República Árabe Siria (1961-presente) Presidente de la Cámara de los Diputados (1961-1963)                                 |         |                                  |                          |                          |                                              |                         |                                  |                              |
| N.º | Retrato | Nombre (Nacimiento–Muerte)       | Tomó el cargo            | Dejó el cargo            | Partido político                             | Partido político        | Duracón                          | Convocación                  |
| 7 |         | Maamun al-Kuzbari (1914–1998)    | 12 de diciembre de 1961  | 12 de septiembre de1962  | Candidato independiente                      | Candidato independiente | 1 (1961)                         | 9.ª convocación (1961–1963)  |
| 9 |         | Said al-Ghazzi (1893–1967)       | 17 de septiembre de 1962 | 7 de marzo de 1963       | Candidato independiente                      | Candidato independiente | 1 (1961)                         | 9.ª convocación (1961–1963)  |
| Presidente del Consejo Nacional Revolucionario (1965-1966)                                                                 |         |                                  |                          |                          |                                              |                         |                                  |                              |
| N.º | Retrato | Nombre (Nacimiento–Muerte)       | Tomó el cargo            | Dejó el cargo            | Partido político                             | Partido político        | Duración                         | Convocación                  |
| 1 |         | Mansur al-Atrash (1926–2006)     | 1 de septiembre de1965   | 24 de febrero de1966     | Partido Baaz Árabe Socialista – Región Siria |                         | 1 (None)                         | 1.ª convocación (1965–1966)  |
| Presidente del Consejo Popular (1971-presente)                                                                             |         |                                  |                          |                          |                                              |                         |                                  |                              |
| N.º | Retrato | Nombre (Nacimiento–Muerte)       | Tomó el cargo            | Dejó el cargo            | Partido político                             | Partido político        | Duración                         | Convocación                  |
| 1 |         | Ahmad al-Khatib (1933–1982)      | 22 de febrero de 1971    | 26 de diciembre de 1971  | Partido Baaz Árabe Socialista – Región Siria |                         | 1 (None)                         | 1.ª convocación (1971–1973)  |
| 2 | —       | Fahmi al-Yusufi (?–2006)         | 27 de diciembre de 1971  | 21 de febrero de 1973    | Partido Baaz Árabe Socialista – Región Siria |                         | 1 (None)                         | 1.ª convocación (1971–1973)  |
| 3 | —       | Muhammad Ali al-Halabi (1937–)   | 9 de junio de 1973       | 8 de junio de 1977       | Partido Baaz Árabe Socialista – Región Siria | 1 (1973)                | 2.ª convocación (1973–1977)      |                              |
| 3 | —       | Muhammad Ali al-Halabi (1937–)   | 18 de agosto de1977      | 27 de marzo de 1978      | Partido Baaz Árabe Socialista – Región Siria | 2 (1977)                | 3.ª convocación (1977–1981)      |                              |
| 4 | —       | Mahmoud Hadid                    | 30 de marzo de 1978      | 17 de agosto de 1981     | Partido Baaz Árabe Socialista – Región Siria | 1 (1977)                | 3.ª convocación (1977–1981)      |                              |
| 5 | —       | Mahmoud Zuabi (1935–2000)        | 16 de noviembre de 1981  | 15 de noviembre de 1985  | Partido Baaz Árabe Socialista – Región Siria | 1 (1981)                | 4.ª convocación (1981–1985)      |                              |
| 5 | —       | Mahmoud Zuabi (1935–2000)        | 27 de febrero de 1986    | 18 de febrero de 1988    | Partido Baaz Árabe Socialista – Región Siria | 2 (1986)                | 5.ª convocación (1986–1990)      |                              |
| 6 | —       | Abd al-Qadir Qaddura (1935–2013) | 19 de febrero de 1988    | 16 de febrero de 1990    | Partido Baaz Árabe Socialista – Región Siria |                         | 1 (1986)                         | 5.ª convocación (1986–1990)  |
| 6 | —       | Abd al-Qadir Qaddura (1935–2013) | 11 de junio de 1990      | 10 de junio de 1994      | Partido Baaz Árabe Socialista – Región Siria | 2 (1990)                | 6.ª convocación (1990–1994)      |                              |
| 6 | —       | Abd al-Qadir Qaddura (1935–2013) | 10 de septiembre de 1994 | 9 de septiembre de 1998  | Partido Baaz Árabe Socialista – Región Siria | 3 (1994)                | 7.ª convocación (1994–1998)      |                              |
| 6 | —       | Abd al-Qadir Qaddura (1935–2013) | 1999                     | 2002                     | Partido Baaz Árabe Socialista – Región Siria | 4 (1998)                | 8.ª convocación (1998–2003)      |                              |
| 7 |         | Muhammad Naji al-Otari (1944–)   | 9 de marzo de 2003       | 18 de septiembre de 2003 | Partido Baaz Árabe Socialista – Región Siria | 1 (2003)                | 9.ª convocación (2003–2007)      |                              |
| 8 | —       | Mahmoud al-Abrash (1944–)        | 7 de octubre de 2003     | 8 de marzo de 2007       | Partido Baaz Árabe Socialista – Región Siria |                         | 1 (2003)                         | 9.ª convocación (2003–2007)  |
| 8 | —       | Mahmoud al-Abrash (1944–)        | 7 de mayo de 2007        | 7 de mayo de 2012        | Partido Baaz Árabe Socialista – Región Siria | 2 (2007)                | 10.ª convocación (2007–2012)     |                              |
| 9 |         | Mohammad Jihad al-Laham (1940–)  | 24 de mayo de 2012       | 6 de junio de 2016       | Partido Baaz Árabe Socialista – Región Siria | 1 (2012)                | 11.ª convocación (2012–2016)     |                              |
| 10 |         | Hadiya Khalaf Abbas (1958–2021)  | 6 de junio de 2016       | 20 de julio de 2017      | Partido Baaz Árabe Socialista – Región Siria | 1 (2016)                | 12.ª convocación (2016–present)  |                              |
| 11 |         | Hammouda Sabbagh (1959–)         | 28 de septiembre de 2017 | 11 de diciembre de 2024  | Partido Baaz Árabe Socialista – Región Siria | 1 (2016)                | 12.ª convocación (2016–presente) |                              |